# Wankumer Landfriede
Der Wankumer Landfriede war ein Vertrag zwischen dem Herzog Johann I. von Brabant, dem Erzbischof Siegfried von Westerburg, dem Grafen Dietrich von Kleve und dem Grafen Rainald I. von Geldern.
Am 28. August 1279 trafen sich die Regenten der Länder zwischen Rhein und Schelde in dem kleinen Örtchen Wankum, das heute zur Gemeinde Wachtendonk im Kreis Kleve gehört, um einen Vertrag zur Bekämpfung von Falschmünzerei und Raubrittertum zu unterzeichnen. Er verpflichtete die Parteien zum gegenseitigen Beistand.